# 내각총리대신 지명 선거

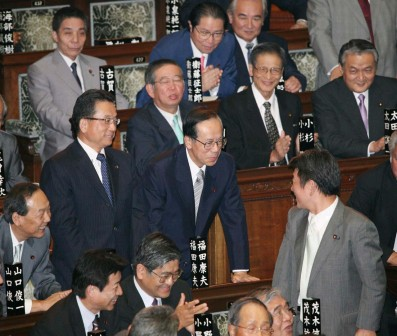
중의원에서 내각총리대신 지명을 받은 뒤 인사를 하고 있는 후쿠다 야스오(2007년 9월 25일).

이 문서는 일본의 내각총리대신 지명 선거(内閣総理大臣指名選挙)를 다룬다. 수상 지명 선거 혹은 수반 지명 선거라고도 한다.
내각 총사퇴의 경우나 내각총리대신의 자리가 궐위됐을 때 「일본국 헌법」 제67조에 따라 일본 국회에서 문민인 국회의원 중에서 총리대신을 지명하는 선거다. 중의원과 참의원은 정해진 순서 없이 독립적으로 선거를 행한다.
「국회법」과 의원 규칙에 따라 선거가 진행된다. 중참 양원에서 각각 기명 투표를 통해 한 명씩 지명자를 정하는데 과반수의 득표를 얻은 의원이 지명자가 된다. 양원의 지명자가 일치한다면 총리대신으로 지명하고 일치하지 않는다면 양원협의회를 열어 의견을 통일한 뒤 총리대신으로 지명한다. 양원협의회에서 의견 일치를 보지 못하면 표결을 행해 출석 위원 2/3 이상의 득표를 얻은 의원이 총리대신으로 지명되며 이것도 이루어지지 못하면 중의원 우월 원칙에 따라 중의원의 지명자가 총리대신으로 지명된다.
이후 피지명자는 「일본국 헌법」 제6조에 따라 고쿄에서 친임식을 거행하여 천황으로부터 임명을 받은 뒤 정식으로 내각총리대신에 취임하게 된다.

## 지명 자격
총리대신 지명을 받기 위한 자격으로는 두 가지가 있다. 첫 번째는 「일본국 헌법」 제67조제1항에 따라 일본의 국회의원이어야 하며 두 번째는 「일본국 헌법」 제66조제2항에 따라 문민이어야 한다.
첫 번째 조건이 국회의원일 것을 규정하고 있지만 참의원 의원이 총리대신으로 지명된 적은 단 한 번도 없었다. 총리대신이 사실상 가지고 있는 중의원 해산을 참의원 의원이 행사하는 것에 대한 부정적인 인식과 더불어 중의원 의원이 총리대신에 취임하는 것이 맞다는 정치적 관례·풍조가 있기 때문이다. 2009년 3월 10일 야마노이 가즈노리 의원이 참의원 의원이 총리대신이 될 수 있는가라는 질의를 한 적이 있는데 이에 대해 아소 내각은 「일본국 헌법」 제67조제1항을 언급하는 것으로 답변을 대신했다.
또한 국회의원이어야 할 것은 총리대신 선임 요건이기도 하지만 재직 요건이기도 하다. 국회의원 자격을 상실한 경우 그 의원이 총리대신일 때 총리대신의 지위가 어떻게 되는지 명시한 법령은 없지만 2000년 4월 25일 참의원 예산위원회에서 내각법제국장관이 총리대신이 궐위된 때에 해당한다는 답변을 한 적이 있다.
한편 두 번째 조건은 문민일 것을 규정하고 있는데 문민이 아니면 국회의원 선거에도 출마할 수 없다. 자위관을 퇴직하면 문민이 되므로 총리대신으로 지명될 수 있지만 아직 실제 사례는 없다. 옛 일본군에서 복무한 이력이 있는 사람들이 신헌법하에서 총리대신이 된 사례는 있다. 나카소네 야스히로와 다케시타 노보루는 지원장교로서 각각 해군 소좌와 육군 소위에 오른 적이 있고 우노 소스케는 학도병이 되어 육군 소위를 지냈고 무라야마 도미이치도 징병되어 육군 군조에서 전역했다.

## 지명 절차
내각은 「국회법」 제64조에 근거하여 내각총사직 혹은 내각총리대신 궐위시 중의원과 참의원 의장에게 통지해야 한다. 양원 의장은 양원 본회의에서 의원들에게 통지받았음을 보고해야 한다. 총리대신 궐위 상태가 오래 지속되면 국정에 중대한 지장을 빚을 우려가 있기에 보고가 끝나면 다른 모든 안건보다 우선하여 총리대신 지명을 시작한다. 폐회중일 때 통지가 이루어지면 개회 후에 지명 선거를 실시한다.
「중의원 규칙」 제18조제1항과 「참의원 규칙」 제20조제1항에 따라 지명은 투표를 통해 이루어지는데 「중의원 규칙」 제18조제4항과 「참의원 규칙」 제20조제4항에는 투표 외의 방법으로도 지명이 가능하다고 규정하고 있다. 하지만 실제로 투표 외의 방법으로 총리대신 지명이 이루어진 사례는 없다.

### 투표

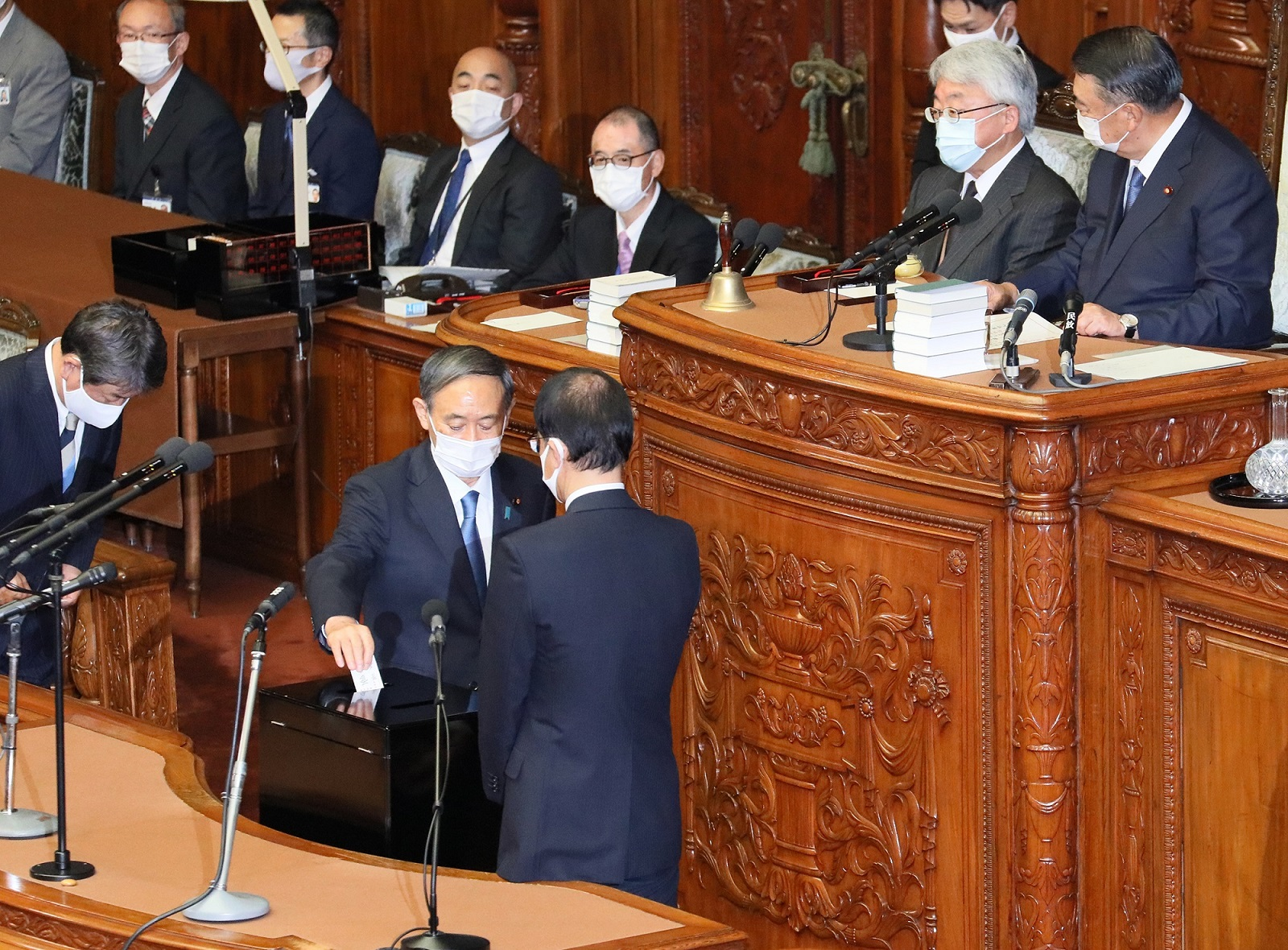
총리대신 지명 선거에 참여하고 있는 스가 요시히데(2020년 9월 16일).

무기명 투표로 진행되는 양원 의장 투표와 달리 총리대신 지명 투표는 기명 투표로 진행된다. 배부된 투표 용지에 지명자의 이름을 기재하는데 중의원은 투표자 본인의 이름도 함께 기재하는데 참의원은 사전에 투표자의 이름이 압인된 용지를 배부하므로 이런 절차가 따로 없다. 옛날에는 하얀색 명찰표를 첨부해야 했지만 참의원은 1955년부터, 중의원은 2008년부터 해당 규정이 사라졌다.
투표를 진행하기에 앞서 의장은 투표 방법을 설명한다. 투표가 시작하면 참사가 의석번호 순서대로 점호하면 해당 의원이 단상에 올라가 투표함에 표를 넣는다. 중의원은 의원이 직접 넣지만 참의원은 참사에게 전달하여 참사가 표를 넣는다. 이때 참의원 의장은 투표를 하지 않는데 이는 단순한 정치적 관례다. 중의원 의장과 양원 부의장은 그런 관례가 없다.

### 개표
투표가 끝나면 투표함은 폐쇄된다. 이후 의장의 명을 받아 참사가 개표를 행하는데 중의원에서는 각료 의석 뒤에 마련된 테이블에서, 참의원에서는 연단에서 개표한다. 표의 집계와 기록은 양원 사무차장이 담당하며 결과를 기재한 용지를 사무총장이 확인한 다음 의장에게 보고된다.
피지명자의 이름을 적지 않거나 특정하기 곤란한 경우, 투표자의 이름이 현역 국회의원이 아니거나 투표자 이름을 기재하지 않은 경우 등은 모두 무효표가 된다. 성이 같은 의원이 두 명 있을 때 성만 적고 이름을 적지 않아 무효표가 된 사례도 있다. 결선투표를 할 경우에는 결선투표에 오른 자 이외의 이름을 적은 경우도 무효표가 된다.
개표 결과를 보고하기 전에 중의원은 의장이 총 투표수와 과반수·무효표를 의원에게 보고하고 사무총장이 개표 결과를 보고한다. 참의원은 총 투표수 보고 과정은 따로 없으며 사무총장이 아니라 의장이 개표 결과를 보고한다.

### 지명

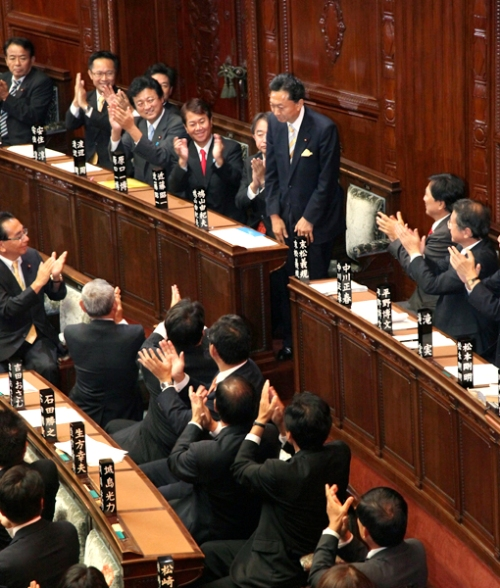
중의원에서 총리대신 지명을 받은 뒤 인사하고 있는 하토야마 유키오(2009년 9월 16일).

「중의원 규칙」 제18조제2항과 「참의원 규칙」 제20조제2항에 따라 투표 총수의 과반수를 얻은 의원은 피지명자가 된다. 이때 투표 총수는 무효표를 모두 포함한 것으로 한다.
과반수를 얻은 의원이 없을 때는 「중의원 규칙」 제18조제3항과 「참의원 규칙」 제30조제3항에 따라 가장 많은 표를 받은 두 명의 의원을 대상으로 결선투표를 진행한다. 결선투표는 과반수 조건이 없기 때문에 두 사람 중 한 표라도 더 많은 표를 얻은 의원이 지명자가 된다. 1979년 40일 항쟁 당시 중의원에서 열린 결선투표에서 많은 야당 의원들이 투표를 포기해 오히라 마사요시가 138표, 후쿠다 다케오가 121표를 얻은 것에 비해 무효표가 252표가 나왔지만 오히라가 중의원의 지명을 받은 적이 있었다.
만약 첫 번째 지명 선거에서 과반수가 나오지 못한 상황에서 세 사람이 동일한 득표수로 공동 1위에 오르거나 두 사람이 동일한 득표수로 공동 2위에 오르는 등 상위 투표자 두 명을 선정할 수 없을 때는 「중의원 규칙」 제18조제3항과 「참의원 규칙」 제30조제3항의 규정대로 추첨을 해서 두 명을 선정한다. 추첨 방식은 은색 종이로 포장된 둥근 구슬을 추첨함에 넣어 하나씩 뽑은 뒤 포장지를 벗겨서 검은색 구슬일 경우 결선투표에 오르는 것으로 한다. 다만 실제로 추첨 절차가 진행된 사례는 한 번도 없다.
투표 절차가 모두 끝나면 의장이 최종적으로 각 원의 지명자를 발표한다. 「일본국 헌법」 제67조는 국회의 의결로 지명한다고 규정하고 있는데 이는 국회의 의사 결정에 의해 지명된다는 것을 의미하는 것으로 지명과 별개로 의결 과정이 필요한 것은 아니다. 다만 옛날에는 지명과 의결을 별개의 것으로 해석하여 투표가 끝난 후 지명할지를 두고 다시 의결을 거쳤는데 1948년에 참의원에서 총리대신 지명 선거가 끝난 뒤 의결 과정에서 반대표가 찬성표보다 많이 나와 의장이 직권으로 의결을 무효로 한 후 요시다 시게루를 지명자로 선언한 일이 있었다. 지금은 「중의원 규칙」 제18조와 「참의원 규칙」 제20조가 개정되어 별도의 의결 절차를 거치지 않는다.

### 지명 후
각 원에서 총리대신 지명을 의결하면 「국회법」 제86조에 따라 다른 원에 이를 통지한다. 양원에서 모두 총리대신 지명을 의결했을 때 피지명자가 동일 인물이라면 그대로 총리대신이 된다.
그런데 양원의 지명 의결을 받은 의원이 다른 사람일 때에는 「국회법」 제86조제2항에 따라 양원협의회를 열어야 한다. 양원협의회에서 합의를 보거나 출석한 협의회 의원 중 2/3의 동의를 얻은 의원이 지명자가 되는데 어느 방식이든 한 명의 지명자를 도출해내지 못하면 중의원 우월의 원칙에 따라 중의원의 의결이 국회의 의결로 간주된다. 지금까지 중의원 지명자와 참의원 지명자가 달랐던 적은 다섯 번이 있는데 한 번도 양원협의회에서 의견 일치를 보지 못해 중의원 우월 원칙에 따라 중의원 지명자가 총리대신이 되었다.
한편 중의원이 지명자를 의결하고도 참의원이 휴회 기간을 제외하고 10일 이내에 지명자를 의결하지 않으면 「국회법」 제67조제2항에 따라 그대로 중의원의 의결이 국회의 의결이 된다. 이 제도는 자연성립이라 하며 총리대신 지명 선거의 경우에는 자연지명이라고 하는데 자연성립의 예는 많이 있지만 자연지명의 예는 지금껏 한 번도 없다.
국회 지명자가 결정되면 중의원 의장이 내각을 통해 천황에게 상주하며 이와 별개로 참의원 의장이 참내하여 직접 천황에게 보고도 한다. 피지명자는 이후 「일본국 헌법」 제6조에 따라 교코에서 친임식을 거행한 뒤 천황으로부터 임명을 받아 정식으로 총리대신에 취임한다.

## 역대 선거

### 중의원
| 대수 | 회차 | 회차     | 지명일           | 1위 (피지명자)    | 1위 (피지명자) | 1위 (피지명자) | 2위                 | 2위         | 2위    | 표차 | 비고 |
| 대수 | 회차 | 회차     | 지명일           | 이름              | 정당           | 득표수         | 이름                | 정당        | 득표수 | 표차 | 비고 |
| ---- | ---- | -------- | ---------------- | ----------------- | -------------- | -------------- | ------------------- | ----------- | ------ | ---- | --- |
| 46   | 1    | 특별국회 | 1947년 5월 23일  | 가타야마 데쓰     | 일본사회당     | 420            | 요시다 시게루       | 일본자유당  | 1      | 419  | 헌정의 상도에 근거해 선거 전에 정당 간에 합의가 있었다. '지명'과 '의결'의 2단계 절차(투표 후 이의 없음으로 채결) |
| 46   | 1    | 특별국회 | 1947년 5월 23일  | 가타야마 데쓰     | 일본사회당     | 420            | 사이토 아키라       | 입헌양정회  | 1      | 419  | 헌정의 상도에 근거해 선거 전에 정당 간에 합의가 있었다. '지명'과 '의결'의 2단계 절차(투표 후 이의 없음으로 채결) |
| 47   | 2    | 통상국회 | 1948년 2월 21일  | 아시다 히토시     | 민주당         | 216            | 요시다 시게루       | 일본자유당  | 180    | 36   | 민주당은 제3당 '지명'과 '의결'의 2단계 절차(투표 후 이의 없음으로 채결) |
| 48   | 3    | 임시국회 | 1948년 10월 14일 | 요시다 시게루     | 민주자유당     | 184            | 가타야마 데쓰       | 일본사회당  | 87     | 97   | 결선 투표(요시다 185표, 가타야마 1표, 표차는 184표) 헌정의 상도에 근거해 야당 의원 대부분이 지명 결선 투표에서 기권표를 던졌다(무효 213표). '지명'과 '의결'의 2단계 절차(투표 후 이의 없음으로 채결)                                                                            |
| 49   | 5    | 특별국회 | 1949년 2월 11일  | 요시다 시게루     | 민주자유당     | 350            | 아사누마 이네지로   | 일본사회당  | 86     | 264  | '지명'과 '의결'의 2단계 절차(투표 후 이의 없음으로 채결) 아사누마는 당서기장(가타야마가 낙선했기 때문) |
| 50   | 15   | 특별국회 | 1952년 10월 24일 | 요시다 시게루     | 자유당         | 247            | 시게미쓰 마모루     | 개진당      | 88     | 159  | '지명'과 '의결'의 2단계 절차(투표 후 이의 없음으로 채결) |
| 51   | 16   | 특별국회 | 1953년 5월 19일  | 요시다 시게루     | 자유당         | 203            | 시게미쓰 마모루     | 개진당      | 104    | 99   | 결선 투표(요시다 204표, 시게미쓰 115표, 표차는 89표) '지명'과 '의결'의 2단계 절차(투표 후 이의 없음으로 채결) |
| 52   | 20   | 임시국회 | 1954년 12월 9일  | 하토야마 이치로   | 일본민주당     | 257            | 오가타 다케토라     | 자유당      | 191    | 66   | 민주당은 제2당 '지명'과 '의결'의 2단계 절차(투표 후 이의 없음으로 채결) |
| 53   | 22   | 특별국회 | 1955년 3월 18일  | 하토야마 이치로   | 일본민주당     | 254            | 스즈키 모사부로     | 사회당 좌파 | 160    | 94   | '지명'과 '의결'의 2단계 절차(투표 후 이의 없음으로 채결) |
| 54   | 23   | 임시국회 | 1955년 11월 22일 | 하토야마 이치로   | 자유민주당     | 288            | 스즈키 모사부로     | 일본사회당  | 150    | 138  | 중의원 규칙 개정에 의해 2단계 절차를 해소 |
| 55   | 26   | 통상국회 | 1956년 12월 20일 | 이시바시 단잔     | 자유민주당     | 291            | 스즈키 모사부로     | 일본사회당  | 150    | 141  | |
| 56   | 26   | 통상국회 | 1957년 2월 25일  | 기시 노부스케     | 자유민주당     | 276            | 스즈키 모사부로     | 일본사회당  | 129    | 147  | 기시는 부총리로 이시바시 총재로부터 후임 총재로 지명됨 |
| 57   | 29   | 특별국회 | 1958년 6월 12일  | 기시 노부스케     | 자유민주당     | 290            | 스즈키 모사부로     | 일본사회당  | 162    | 128  | |
| 58   | 35   | 임시국회 | 1960년 7월 18일  | 이케다 하야토     | 자유민주당     | 275            | 아사누마 이네지로   | 일본사회당  | 121    | 154  | |
| 59   | 37   | 특별국회 | 1960년 12월 7일  | 이케다 하야토     | 자유민주당     | 290            | 에다 사부로         | 일본사회당  | 141    | 149  | 에다는 위원장 대행(아사누마가 사망했기 때문) |
| 60   | 45   | 특별국회 | 1963년 12월 9일  | 이케다 하야토     | 자유민주당     | 280            | 가와카미 조타로     | 일본사회당  | 137    | 143  | |
| 61   | 47   | 임시국회 | 1964년 11월 9일  | 사토 에이사쿠     | 자유민주당     | 283            | 가와카미 조타로     | 일본사회당  | 137    | 146  | 사토는 이케다 총재로부터 후임 총재로 지명 |
| 62   | 55   | 특별국회 | 1967년 2월 17일  | 사토 에이사쿠     | 자유민주당     | 279            | 사사키 고조         | 일본사회당  | 131    | 148  | |
| 63   | 63   | 특별국회 | 1970년 1월 14일  | 사토 에이사쿠     | 자유민주당     | 297            | 나리타 도모미       | 일본사회당  | 89     | 208  | |
| 64   | 69   | 임시국회 | 1972년 7월 6일   | 다나카 가쿠에이   | 자유민주당     | 297            | 나리타 도모미       | 일본사회당  | 86     | 211  | |
| 65   | 71   | 특별국회 | 1972년 12월 22일 | 다나카 가쿠에이   | 자유민주당     | 280            | 나리타 도모미       | 일본사회당  | 116    | 164  | |
| 66   | 74   | 임시국회 | 1974년 12월 9일  | 미키 다케오       | 자유민주당     | 278            | 나리타 도모미       | 일본사회당  | 117    | 161  | |
| 67   | 79   | 임시국회 | 1976년 12월 24일 | 후쿠다 다케오     | 자유민주당     | 256            | 나리타 도모미       | 일본사회당  | 122    | 134  | |
| 68   | 86   | 임시국회 | 1978년 12월 7일  | 오히라 마사요시   | 자유민주당     | 254            | 시모다이라 쇼이치   | 일본사회당  | 116    | 138  | 시모다이라는 부위원장(아스카타 위원장이 비 정치인이기 때문) |
| 69   | 89   | 특별국회 | 1979년 11월 6일  | 오히라 마사요시   | 자유민주당     | 135            | 후쿠다 다케오       | 자유민주당  | 125    | 10   | 결선 투표(오히라 138표, 후쿠다 121표, 표차는 17표) 자민당의 당내 항쟁인 40일 항쟁 과정에서 비주류파가 후쿠다를 옹립하는 등 후보자가 두 명 나왔다. |
| 70   | 92   | 특별국회 | 1980년 7월 17일  | 스즈키 젠코       | 자유민주당     | 291            | 아스카타 이치오     | 일본사회당  | 106    | 185  | |
| 71   | 97   | 임시국회 | 1982년 11월 26일 | 나카소네 야스히로 | 자유민주당     | 287            | 아스카타 이치오     | 일본사회당  | 102    | 185  | |
| 72   | 101  | 특별국회 | 1983년 12월 26일 | 나카소네 야스히로 | 자유민주당     | 265            | 이시바시 마사시     | 일본사회당  | 114    | 151  | |
| 73   | 106  | 특별국회 | 1986년 7월 22일  | 나카소네 야스히로 | 자유민주당     | 304            | 이시바시 마사시     | 일본사회당  | 84     | 220  | |
| 74   | 110  | 임시국회 | 1987년 11월 6일  | 다케시타 노보루   | 자유민주당     | 299            | 도이 다카코         | 일본사회당  | 145    | 154  | |
| 75   | 114  | 통상국회 | 1989년 6월 2일   | 우노 소스케       | 자유민주당     | 285            | 도이 다카코         | 일본 사회당 | 139    | 146  | |
| 76   | 115  | 임시국회 | 1989년 8월 9일   | 가이후 도시키     | 자유민주당     | 294            | 도이 다카코         | 일본사회당  | 142    | 152  | |
| 77   | 118  | 특별국회 | 1990년 2월 27일  | 가이후 도시키     | 자유민주당     | 286            | 도이 다카코         | 일본사회당  | 146    | 140  | |
| 78   | 122  | 임시국회 | 1991년 11월 5일  | 미야자와 기이치   | 자유민주당     | 276            | 다나베 마코토       | 일본사회당  | 140    | 136  | |
| 79   | 127  | 특별국회 | 1993년 8월 6일   | 호소카와 모리히로 | 일본신당       | 262            | 고노 요헤이         | 자유민주당  | 224    | 38   | 일본신당은 제5당 |
| 80   | 129  | 통상국회 | 1994년 4월 25일  | 하타 쓰토무       | 신생당         | 274            | 고노 요헤이         | 자유민주당  | 207    | 67   | 신생당은 제3당 |
| 81   | 129  | 통상국회 | 1994년 6월 29일  | 무라야마 도미이치 | 일본사회당     | 241            | 가이후 도시키       | 무소속      | 220    | 21   | 결선 투표(무라야마 261표, 가이후 214표, 표차는 47표) 사회당은 제2당 가이후는 자유-사회-사키가케 연립정권의 수반 후보로 옹립되면서 자민당을 탈당 |
| 82   | 135  | 임시국회 | 1996년 1월 11일  | 하시모토 류타로   | 자유민주당     | 288            | 오자와 이치로       | 신진당      | 167    | 121  | |
| 83   | 138  | 특별국회 | 1996년 11월 7일  | 하시모토 류타로   | 자유민주당     | 262            | 오자와 이치로       | 신진당      | 152    | 110  | |
| 84   | 143  | 임시국회 | 1998년 7월 30일  | 오부치 게이조     | 자유민주당     | 268            | 간 나오토           | 민주당      | 164    | 104  | |
| 85   | 147  | 통상국회 | 2000년 4월 5일   | 모리 요시로       | 자유민주당     | 335            | 하토야마 유키오     | 민주당      | 95     | 240  | |
| 86   | 148  | 특별국회 | 2000년 7월 4일   | 모리 요시로       | 자유민주당     | 284            | 하토야마 유키오     | 민주당      | 130    | 154  | |
| 87   | 151  | 통상국회 | 2001년 4월 26일  | 고이즈미 준이치로 | 자유민주당     | 287            | 하토야마 유키오     | 민주당      | 127    | 160  | |
| 88   | 158  | 특별국회 | 2003년 11월 19일 | 고이즈미 준이치로 | 자유민주당     | 281            | 간 나오토           | 민주당      | 186    | 95   | |
| 89   | 163  | 특별국회 | 2005년 9월 21일  | 고이즈미 준이치로 | 자유민주당     | 340            | 마에하라 세이지     | 민주당      | 114    | 226  | |
| 90   | 165  | 임시국회 | 2006년 9월 26일  | 아베 신조         | 자유민주당     | 339            | 오자와 이치로       | 민주당      | 115    | 224  | |
| 91   | 168  | 임시국회 | 2007년 9월 25일  | 후쿠다 다케오     | 자유민주당     | 338            | 오자와 이치로       | 민주당      | 117    | 221  | |
| 92   | 170  | 임시국회 | 2008년 9월 24일  | 아소 다로         | 자유민주당     | 337            | 오자와 이치로       | 민주당      | 117    | 220  | |
| 93   | 172  | 특별국회 | 2009년 9월 16일  | 하토야마 유키오   | 민주당         | 327            | 와카바야시 마사토시 | 자유민주당  | 119    | 208  | 와카바야시는 양원 의원 총회장(중의원 선거에서 대패해 야당으로 전락한 아소 총재에 대한 투표를 원하지 않는 의원들의 반발에 의한 백지투표를 피하여 자유민주당이 만장일치로 투표할 수 있는 후보로서 지명. 또한 아소는 내각총리대신 지명 선거를 앞두고 이날 오전에 총재직에서 사임). |
| 94   | 174  | 통상국회 | 2010년 6월 4일   | 간 나오토         | 민주당         | 313            | 다니가키 사다카즈   | 자유민주당  | 116    | 197  | |
| 95   | 177  | 통상국회 | 2011년 8월 30일  | 노다 요시히코     | 민주당         | 308            | 다니가키 사다카즈   | 자유민주당  | 118    | 190  | |
| 96   | 182  | 특별국회 | 2012년 12월 26일 | 아베 신조         | 자유민주당     | 328            | 가이에다 반리       | 민주당      | 57     | 271  | |
| 97   | 188  | 특별국회 | 2014년 12월 24일 | 아베 신조         | 자유민주당     | 328            | 오카다 가쓰야       | 민주당      | 73     | 255  | 오카다는 대표 대행(가이에다가 총선에서 낙선하여 대표직을 사임했기 때문) |
| 98   | 195  | 특별국회 | 2017년 11월 1일  | 아베 신조         | 자유민주당     | 312            | 에다노 유키오       | 입헌민주당  | 60     | 252  | |
| 99   | 202  | 임시국회 | 2020년 9월 16일  | 스가 요시히데     | 자유민주당     | 314            | 에다노 유키오       | 입헌민주당  | 134    | 180  | |
| 100  | 205  | 임시국회 | 2021년 10월 4일  | 기시다 후미오     | 자유민주당     | 311            | 에다노 유키오       | 입헌민주당  | 124    | 187  | |
| 101  | 206  | 특별국회 | 2021년 11월 10일 | 기시다 후미오     | 자유민주당     | 297            | 에다노 유키오       | 입헌민주당  | 108    | 189  | 에다노는 총선 결과를 받아들이고 입헌민주당 대표직에서 사의를 표명했지만 그 시기를 특별국회 폐회일로 하고 있었기 때문에 에다노에 대한 투표가 이루어졌다. |
| 102  | 214  | 임시국회 | 2024년 10월 1일  | 이시바 시게루     | 자유민주당     | 291            | 노다 요시히코       | 입헌민주당  | 100    | 191  | |

### 참의원
| 대수 | 회차 | 회차     | 지명일           | 1위 (피지명자)    | 1위 (피지명자) | 1위 (피지명자) | 2위                 | 2위         | 2위    | 표차 | 비고 |
| 대수 | 회차 | 회차     | 지명일           | 이름              | 정당           | 득표수         | 이름                | 정당        | 득표수 | 표차 | 비고 |
| ---- | ---- | -------- | ---------------- | ----------------- | -------------- | -------------- | ------------------- | ----------- | ------ | ---- | --- |
| 46   | 1    | 특별국회 | 1947년 5월 23일  | 가타야마 데쓰     | 일본사회당     | 205            | 시데하라 기주로     | 민주당      | 1      | 204  | |
| 46   | 1    | 특별국회 | 1947년 5월 23일  | 가타야마 데쓰     | 일본사회당     | 205            | 오자키 유키오       | 무소속      | 1      | 204  | |
| 47   | 2    | 통상국회 | 1948년 2월 21일  | 요시다 시게루     | 일본자유당     | 101            | 아시다 히토시       | 민주당      | 99     | 2    | 결선투표에서 요시다가 104표, 아시다가 102표를 얻었다. 표차는 2표. 중의원 지명자와 불일치해 양원협의회를 열었으나 의견 일치를 보지 못했다.  |
| 48   | 3    | 임시국회 | 1948년 10월 14일 | 요시다 시게루     | 민주자유당     | 144            | 가타야마 데쓰       | 일본사회당  | 29     | 115  | |
| 49   | 5    | 특별국회 | 1949년 2월 11일  | 요시다 시게루     | 민주자유당     | 167            | 아사누마 이네지로   | 일본사회당  | 28     | 139  | |
| 50   | 15   | 특별국회 | 1952년 10월 24일 | 요시다 시게루     | 자유당         | 126            | 스즈키 모사부로     | 사회당 좌파 | 35     | 91   | |
| 51   | 16   | 특별국회 | 1953년 5월 19일  | 요시다 시게루     | 자유당         | 141            | 스즈키 모사부로     | 사회당 좌파 | 47     | 94   | |
| 52   | 20   | 임시국회 | 1954년 12월 9일  | 하토야마 이치로   | 일본민주당     | 116            | 오가타 다케토라     | 자유당      | 85     | 31   | |
| 53   | 22   | 특별국회 | 1955년 3월 18일  | 하토야마 이치로   | 일본민주당     | 99             | 스즈키 모사부로     | 사회당 좌파 | 58     | 41   | |
| 54   | 23   | 임시국회 | 1955년 11월 22일 | 하토야마 이치로   | 자유민주당     | 149            | 스즈키 모사부로     | 일본사회당  | 64     | 85   | |
| 55   | 26   | 통상국회 | 1956년 12월 20일 | 이시바시 단잔     | 자유민주당     | 150            | 스즈키 모사부로     | 일본사회당  | 77     | 73   | |
| 56   | 26   | 통상국회 | 1957년 2월 25일  | 기시 노부스케     | 자유민주당     | 147            | 스즈키 모사부로     | 일본사회당  | 70     | 77   | |
| 57   | 29   | 특별국회 | 1958년 6월 12일  | 기시 노부스케     | 자유민주당     | 132            | 스즈키 모사부로     | 일본사회당  | 74     | 58   | |
| 58   | 35   | 임시국회 | 1960년 7월 18일  | 이케다 하야토     | 자유민주당     | 143            | 아사누마 이네지로   | 일본사회당  | 69     | 74   | |
| 59   | 37   | 특별국회 | 1960년 12월 7일  | 이케다 하야토     | 자유민주당     | 134            | 에다 사부로         | 일본사회당  | 62     | 72   | |
| 60   | 45   | 특별국회 | 1963년 12월 9일  | 이케다 하야토     | 자유민주당     | 138            | 가와카미 조타로     | 일본사회당  | 55     | 83   | |
| 61   | 47   | 임시국회 | 1964년 11월 9일  | 사토 에이사쿠     | 자유민주당     | 146            | 가와카미 조타로     | 일본사회당  | 56     | 90   | |
| 62   | 55   | 특별국회 | 1967년 2월 17일  | 사토 에이사쿠     | 자유민주당     | 123            | 사사키 고조         | 일본사회당  | 60     | 63   | |
| 63   | 63   | 특별국회 | 1970년 1월 14일  | 사토 에이사쿠     | 자유민주당     | 126            | 나리타 도모미       | 일본사회당  | 56     | 70   | |
| 64   | 69   | 임시국회 | 1972년 7월 6일   | 다나카 가쿠에이   | 자유민주당     | 133            | 나리타 도모미       | 일본사회당  | 62     | 71   | |
| 65   | 71   | 특별국회 | 1972년 12월 22일 | 다나카 가쿠에이   | 자유민주당     | 128            | 나리타 도모미       | 일본사회당  | 60     | 68   | |
| 66   | 74   | 임시국회 | 1974년 12월 9일  | 미키 다케오       | 자유민주당     | 130            | 나리타 도모미       | 일본사회당  | 66     | 64   | |
| 67   | 79   | 임시국회 | 1976년 12월 24일 | 후쿠다 다케오     | 자유민주당     | 125            | 나리타 도모미       | 일본사회당  | 64     | 61   | |
| 68   | 86   | 임시국회 | 1978년 12월 7일  | 오히라 마사요시   | 자유민주당     | 126            | 시모다이라 쇼이치   | 일본사회당  | 52     | 74   | |
| 69   | 89   | 특별국회 | 1979년 11월 6일  | 오히라 마사요시   | 자유민주당     | 78             | 아스카타 이치오     | 일본사회당  | 51     | 27   | 결선투표에서 오히라가 97표, 아스카타가 52표를 얻었다. 표차는 45표.                                                                         |
| 70   | 92   | 특별국회 | 1980년 7월 17일  | 스즈키 젠코       | 자유민주당     | 134            | 아스카타 이치오     | 일본사회당  | 49     | 85   | |
| 71   | 97   | 임시국회 | 1982년 11월 26일 | 나카소네 야스히로 | 자유민주당     | 130            | 아스카타 이치오     | 일본사회당  | 50     | 80   | |
| 72   | 101  | 특별국회 | 1983년 12월 26일 | 나카소네 야스히로 | 자유민주당     | 131            | 이시바시 마사시     | 일본사회당  | 47     | 84   | |
| 73   | 106  | 특별국회 | 1986년 7월 22일  | 나카소네 야스히로 | 자유민주당     | 139            | 이시바시 마사시     | 일본사회당  | 45     | 94   | |
| 74   | 110  | 임시국회 | 1987년 11월 6일  | 다케시타 노보루   | 자유민주당     | 143            | 도이 다카코         | 일본사회당  | 72     | 71   | |
| 75   | 114  | 통상국회 | 1989년 6월 2일   | 우노 소스케       | 자유민주당     | 124            | 도이 다카코         | 일본사회당  | 65     | 59   | |
| 76   | 115  | 임시국회 | 1989년 8월 9일   | 도이 다카코       | 일본사회당     | 112            | 가이후 도시키       | 자유민주당  | 109    | 3    | 결선투표에서 도이가 127표, 가이후가 109표를 얻었다. 표차는 18표. 중의원 지명자와 불일치해 양원협의회를 열었으나 의견 일치를 보지 못했다.   |
| 77   | 118  | 특별국회 | 1990년 2월 27일  | 가이후 도시키     | 자유민주당     | 111            | 도이 다카코         | 일본사회당  | 91     | 20   | |
| 78   | 122  | 임시국회 | 1991년 11월 5일  | 미야자와 기이치   | 자유민주당     | 115            | 다나베 마코토       | 일본사회당  | 85     | 30   | |
| 79   | 127  | 특별국회 | 1993년 8월 6일   | 호소카와 모리히로 | 일본신당       | 132            | 고노 요헤이         | 자유민주당  | 93     | 39   | |
| 80   | 129  | 통상국회 | 1994년 4월 25일  | 하타 쓰토무       | 신생당         | 127            | 고노 요헤이         | 자유민주당  | 95     | 32   | |
| 81   | 129  | 통상국회 | 1994년 6월 29일  | 무라야마 도미이치 | 일본사회당     | 148            | 가이후 도시키       | 무소속      | 63     | 85   | |
| 82   | 135  | 임시국회 | 1996년 1월 11일  | 하시모토 류타로   | 자유민주당     | 158            | 오자와 이치로       | 신진당      | 69     | 89   | |
| 83   | 138  | 특별국회 | 1996년 11월 7일  | 하시모토 류타로   | 자유민주당     | 145            | 오자와 이치로       | 신진당      | 68     | 77   | |
| 84   | 143  | 임시국회 | 1998년 7월 30일  | 오부치 게이조     | 자유민주당     | 103            | 간 나오토           | 민주당      | 98     | 5    | 결선투표에서 간이 142표, 오부치가 103표를 얻었다. 표차는 39표. 중의원 지명자와 불일치해 양원협의회를 열었으나 의견 일치를 보지 못했다.     |
| 85   | 147  | 통상국회 | 2000년 4월 5일   | 모리 요시로       | 자유민주당     | 137            | 하토야마 유키오     | 민주당      | 56     | 81   | |
| 86   | 148  | 특별국회 | 2000년 7월 4일   | 모리 요시로       | 자유민주당     | 133            | 하토야마 유키오     | 민주당      | 60     | 73   | |
| 87   | 151  | 통상국회 | 2001년 4월 26일  | 고이즈미 준이치로 | 자유민주당     | 138            | 하토야마 유키오     | 민주당      | 59     | 79   | |
| 88   | 158  | 특별국회 | 2003년 11월 19일 | 고이즈미 준이치로 | 자유민주당     | 136            | 간 나오토           | 민주당      | 81     | 55   | |
| 89   | 163  | 특별국회 | 2005년 9월 21일  | 고이즈미 준이치로 | 자유민주당     | 134            | 마에하라 세이지     | 민주당      | 84     | 50   | |
| 90   | 165  | 임시국회 | 2006년 9월 26일  | 아베 신조         | 자유민주당     | 136            | 오자와 이치로       | 민주당      | 85     | 51   | |
| 91   | 168  | 임시국회 | 2007년 9월 25일  | 오자와 이치로     | 민주당         | 117            | 후쿠다 야스오       | 자유민주당  | 106    | 11   | 결선투표에서 오자와가 133표, 후쿠다가 106표를 얻었다. 표차는 27표. 중의원 지명자와 불일치해 양원협의회를 열었으나 의견 일치를 보지 못했다. |
| 92   | 170  | 임시국회 | 2008년 9월 24일  | 오자와 이치로     | 민주당         | 120            | 아소 다로           | 자유민주당  | 108    | 12   | 결선투표에서 오자와가 125표, 아소가 108표를 얻었다. 표차는 17표. 중의원 지명자와 불일치해 양원협의회를 열었으나 의견 일치를 보지 못했다.   |
| 93   | 172  | 특별국회 | 2009년 9월 16일  | 하토야마 유키오   | 민주당         | 124            | 와카바야시 마사토시 | 자유민주당  | 84     | 40   | |
| 94   | 174  | 통상국회 | 2010년 6월 4일   | 간 나오토         | 민주당         | 123            | 다니가키 사다카즈   | 자유민주당  | 71     | 52   | |
| 95   | 177  | 통상국회 | 2011년 8월 30일  | 노다 요시히코     | 민주당         | 110            | 다니가키 사다카즈   | 자유민주당  | 85     | 25   | 결선투표에서 노다가 110표, 다니가키가 107표를 얻었다. 표차는 3표.                                                                          |
| 96   | 182  | 특별국회 | 2012년 12월 26일 | 아베 신조         | 자유민주당     | 107            | 가이에다 반리       | 민주당      | 87     | 20   | 결선투표에서 아베가 107표, 가이에다가 96표를 얻었다. 표차는 11표.                                                                          |
| 97   | 188  | 특별국회 | 2014년 12월 24일 | 아베 신조         | 자유민주당     | 135            | 오카다 가쓰야       | 민주당      | 61     | 74   | |
| 98   | 195  | 특별국회 | 2017년 11월 1일  | 아베 신조         | 자유민주당     | 151            | 오쓰카 고헤이       | 민진당      | 48     | 103  | |
| 99   | 202  | 임시국회 | 2020년 9월 16일  | 스가 요시히데     | 자유민주당     | 142            | 에다노 유키오       | 입헌민주당  | 78     | 64   | |
| 100  | 205  | 임시국회 | 2021년 10월 4일  | 기시다 후미오     | 자유민주당     | 141            | 에다노 유키오       | 입헌민주당  | 65     | 76   | |
| 101  | 206  | 특별국회 | 2021년 11월 10일 | 기시다 후미오     | 자유민주당     | 141            | 에다노 유키오       | 입헌민주당  | 60     | 81   | |

## 같이 보기
- 일본의 내각총리대신
- 중의원
- 참의원
- 일본 자유민주당 총재 선거

## 참고 문헌
- 浅野一郎; 河野久 (2003). 《新・国会事典―用語による国会法解説》. 有斐閣.
- 伊藤正己 (1995). 《憲法 第三版》. 弘文堂.
- 行政制度研究会, 편집. (1983). 《ぎょうせい》. 現代行政全集1政府.
- 佐藤功 (1984). 《新版　憲法（下）》. 有斐閣.
- 参議院総務委員会調査室, 편집. (2009). 《議会用語事典》. 学陽書房.
- 樋口陽一; 中村睦男; 佐藤幸治; 浦部法穂 (1998). 《注解法律学全集3　憲法Ⅲ（第41条～第75条）》. 青林書院.
- 松澤浩一 (1987). 《議会法》. ぎょうせい.